# サンキャッチャー

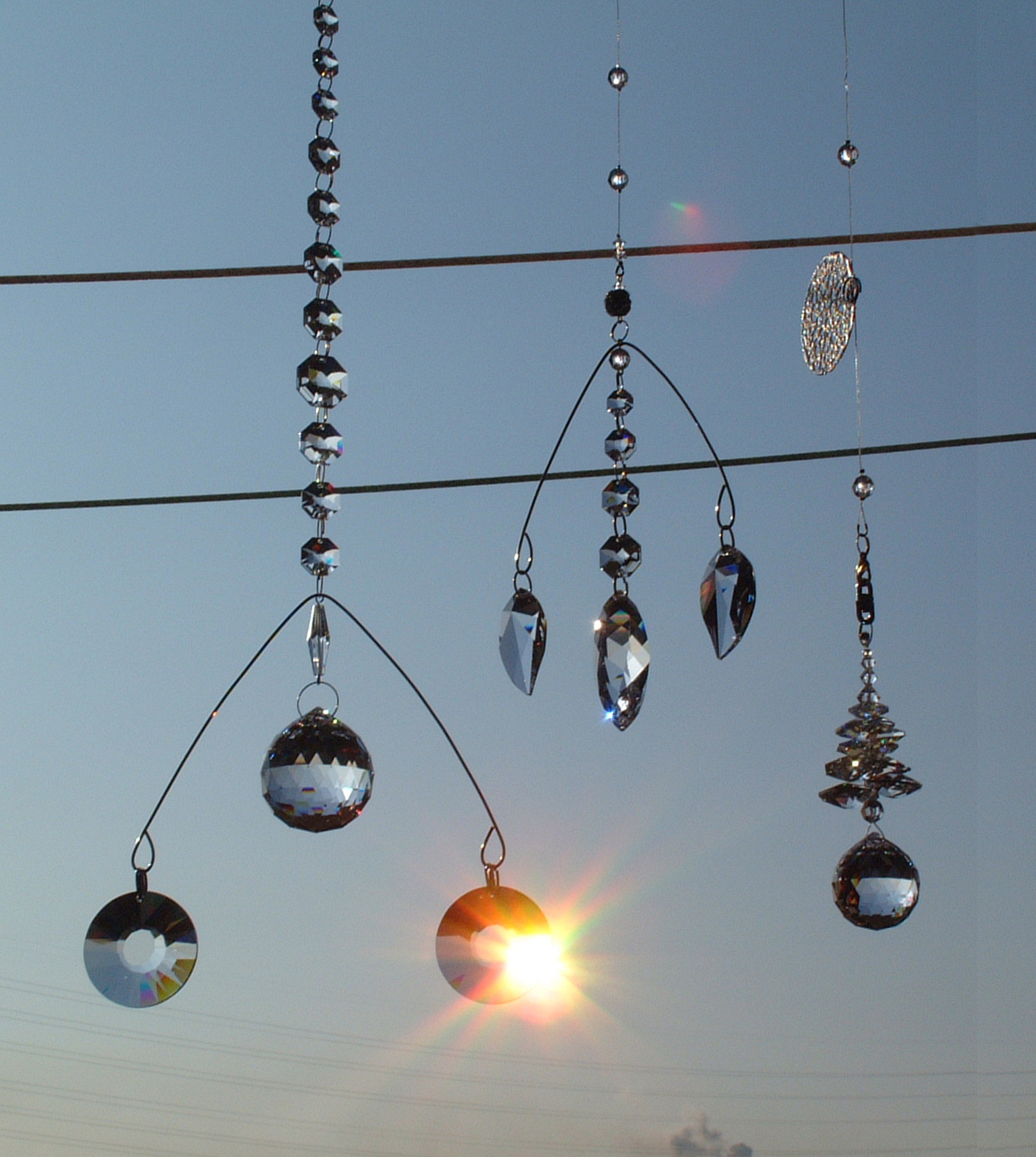
扇風機が作り出す1/fゆらぎの風を受けて回転運動するように構成された、ヤジロベエの形のアームを持ったモビール型二種。ワイヤー部にクリップで風を受ける透かしモチーフが取り付けられた型一種。

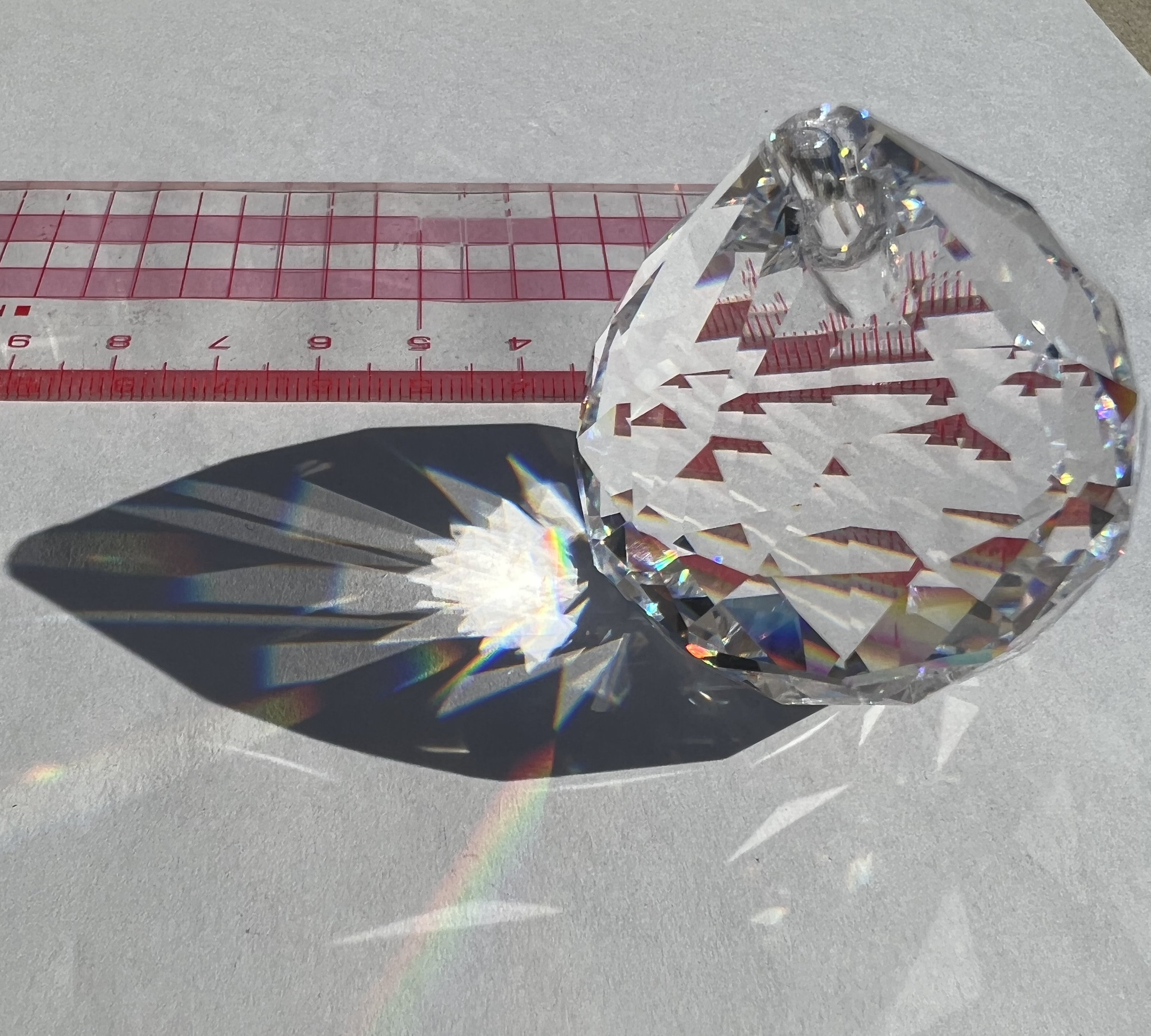
紙の上におかれたサンキャッチャーの部品が太陽光に照らされた様子。紙が太陽光に対し垂直ではないため焦点付近の光の収束が円形ではない。白くみえる光に比べると少ないが分散による虹色も見える。

サンキャッチャー (Suncatcher) とは、太陽光をプリズムのように透過・屈折させるガラスなどで作られたインテリアの一種。朝日や夕日がよく射し込む日当たりのよい窓際などに設置して、陽光を複雑に屈折させることで、部屋の中に小さな虹色の光の乱舞を作り出して楽しむ装飾品である。
風水の縁起物としても使われている。陽のエネルギーによって浄化効果があるとされている。

## 種類
一般に「サンキャッチャー」と呼ばれるものにはいくつか種類があるが、主なものは以下の2種。
- 数cm程度の透明多面体（ガラス・クリスタルをカットしたもの）を紐・ワイヤーなどで窓際に吊り下げ、それによって太陽光をプリズムのように分光し、小さい虹色の光を多数投影するもの。このタイプはレインボーメーカー (Rainbow maker) とも呼ばれる[4][出典無効]。
- ステンドグラスのように、色付きガラスに太陽の光を通すことで色付きの光を投影するもの[5]。

さらに、追加機能として、太陽電池で動くモーターを用いたり、エアコンなどの1/fゆらぎのランダムな風を左右非対称の透かしモチーフに当てて回転させることで、走馬灯のように虹の乱舞を楽しむことが出来る、といった工夫が施されたモビール・タイプも存在する。

## 歴史
サンキャッチャーの起源は定かではない。

## 安全対策
鋭いカットを施された、硬くて脆いクリスタルガラスが多く使われているインテリアである。そのため、地震で揺れたり、高層マンションの窓から吹き込む突風に煽られた場合に、窓ガラスなどを強打して割ったり、自身が衝撃で砕けて飛び散る危険性がある。
太陽光が差し込む場所に設置されることが多いため、収斂火災についても注意が必要である。サンキャッチャーの販売店の多くは、収斂火災が起こる危険性について明示している。球体に「カットが施されているため安全」、具体的な屈折率を示さずに「屈折率が高いから安全」など、根拠が示されていない記載には注意が必要である。
シャンデリア用ガラス製部品を転用している場合も多く、部品の製造者が太陽光のあたるところや可燃物のそばに設置されることなどを想定していない可能性にも留意すべきである。
手造りのサンキャッチャーに、通常はサンキャッチャーに使われないような、集光する曲面を持った球形や凸レンズ状の大きめのパーツを使用していると、窓辺のカーテンの上などに太陽光を集めて、火災が発生する温度を作ってしまう可能性が出てくるので、要注意である。

## ギャラリー

サンキャッチャーが距離により太陽光を散乱から収束までする様子
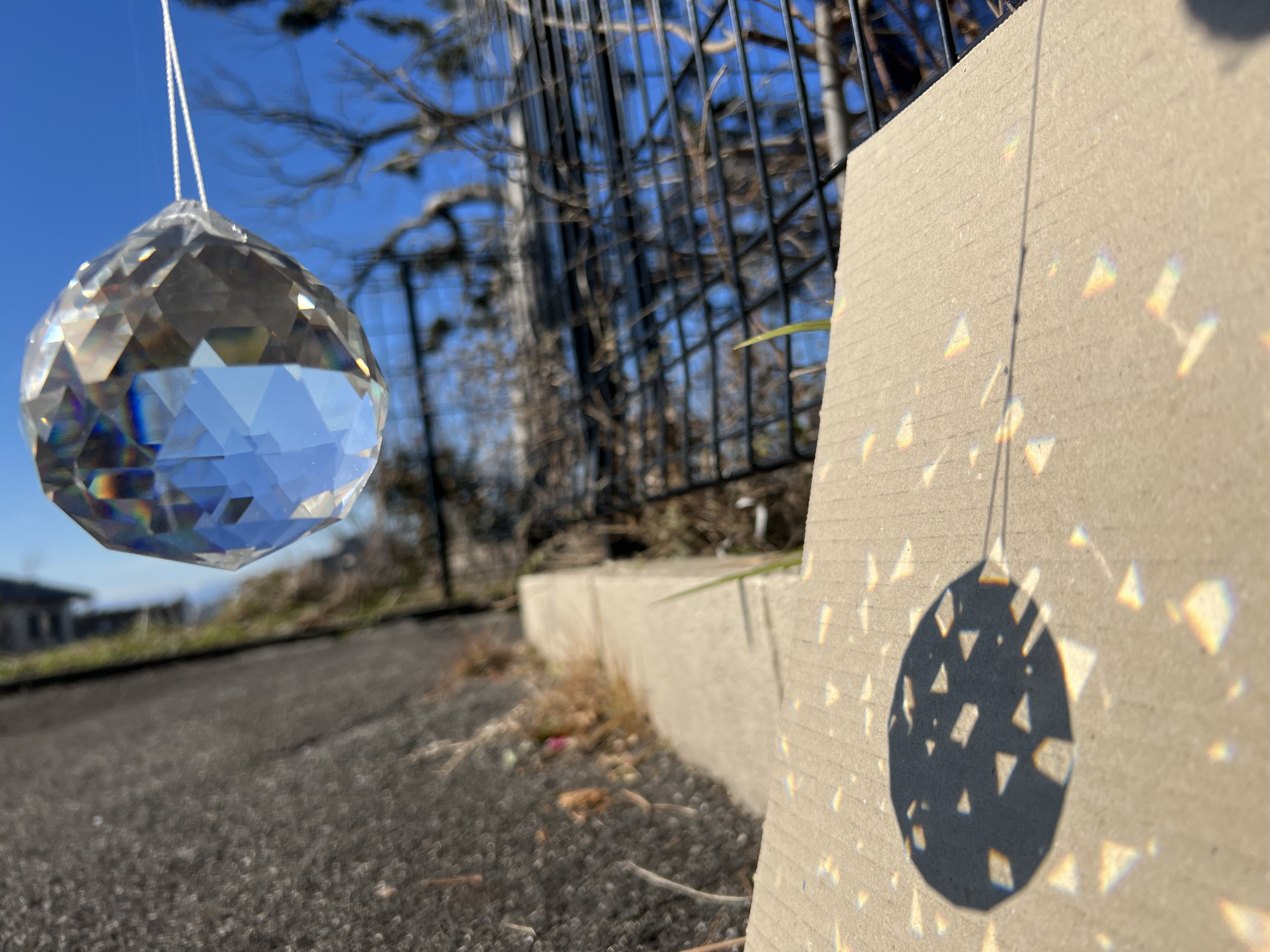
焦点よりも距離がある場合には光を散乱させる。
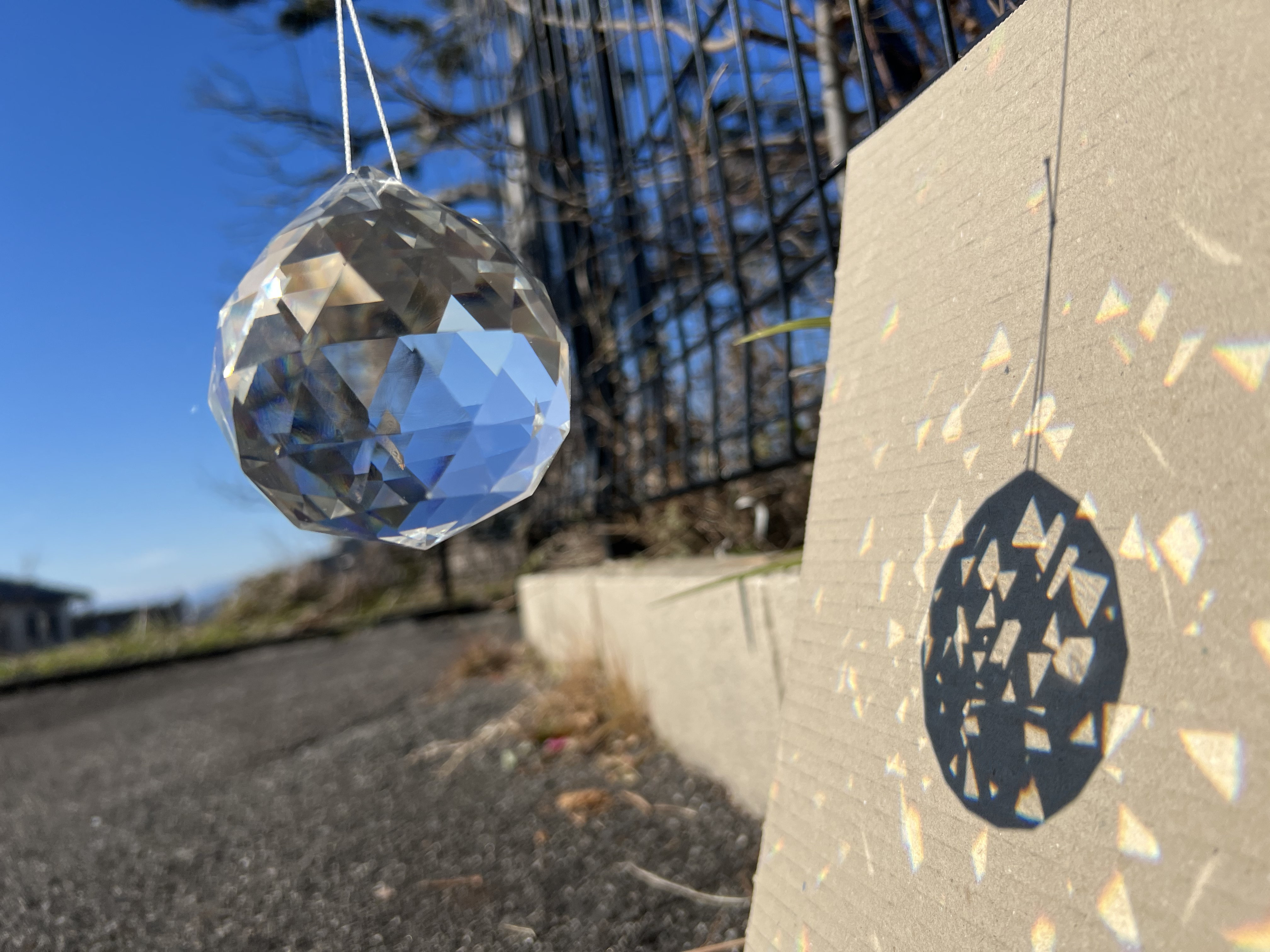
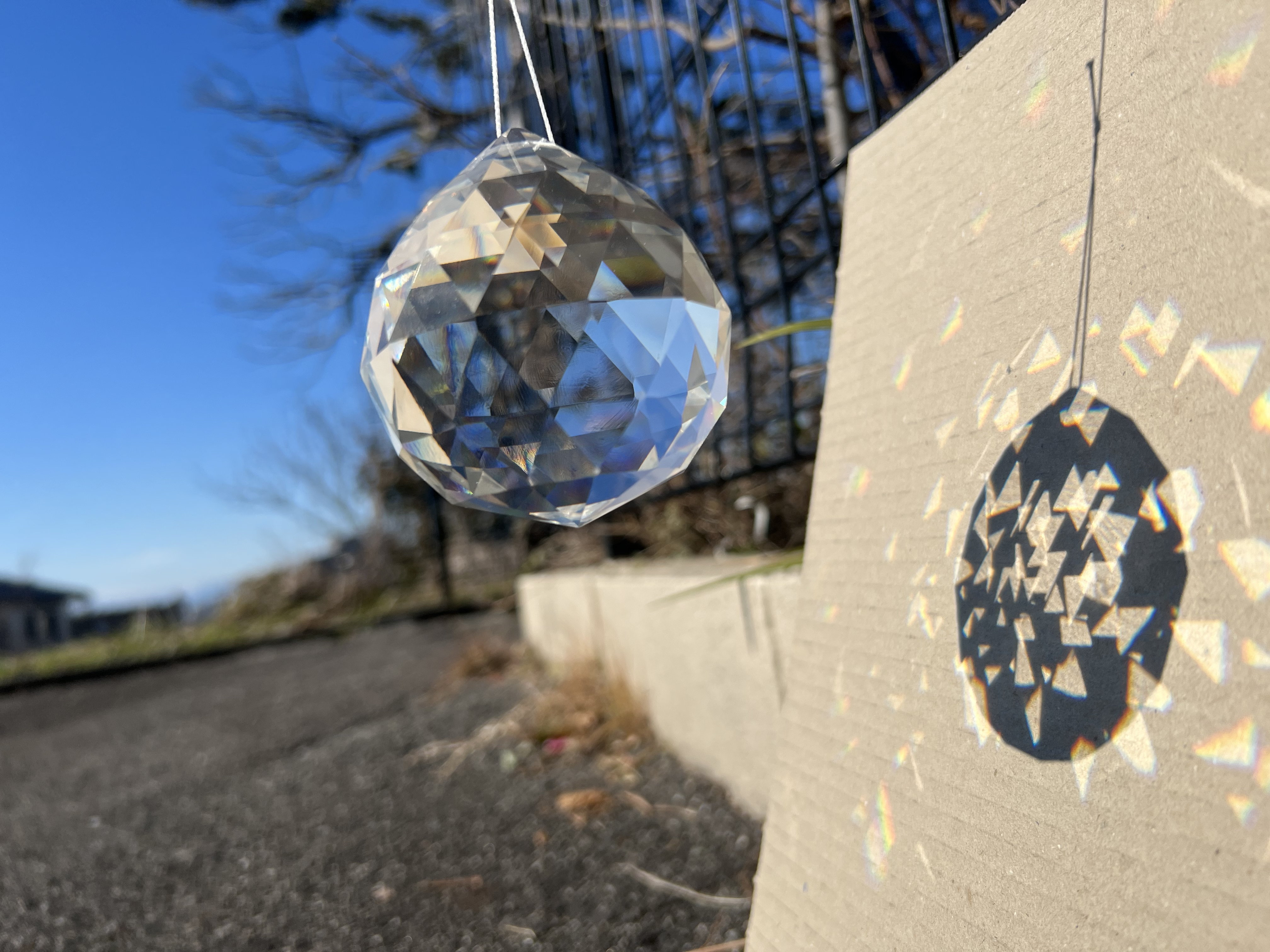
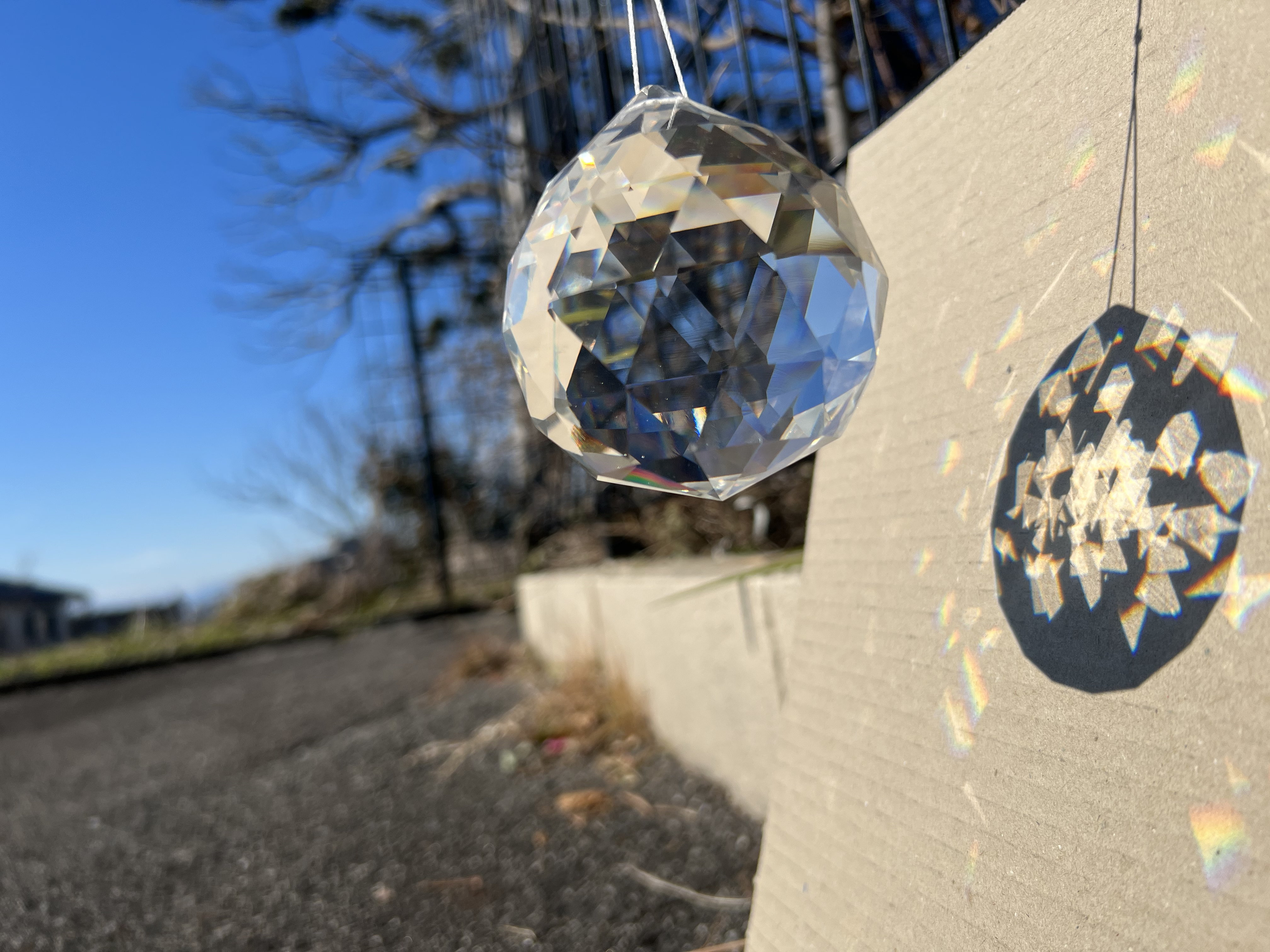
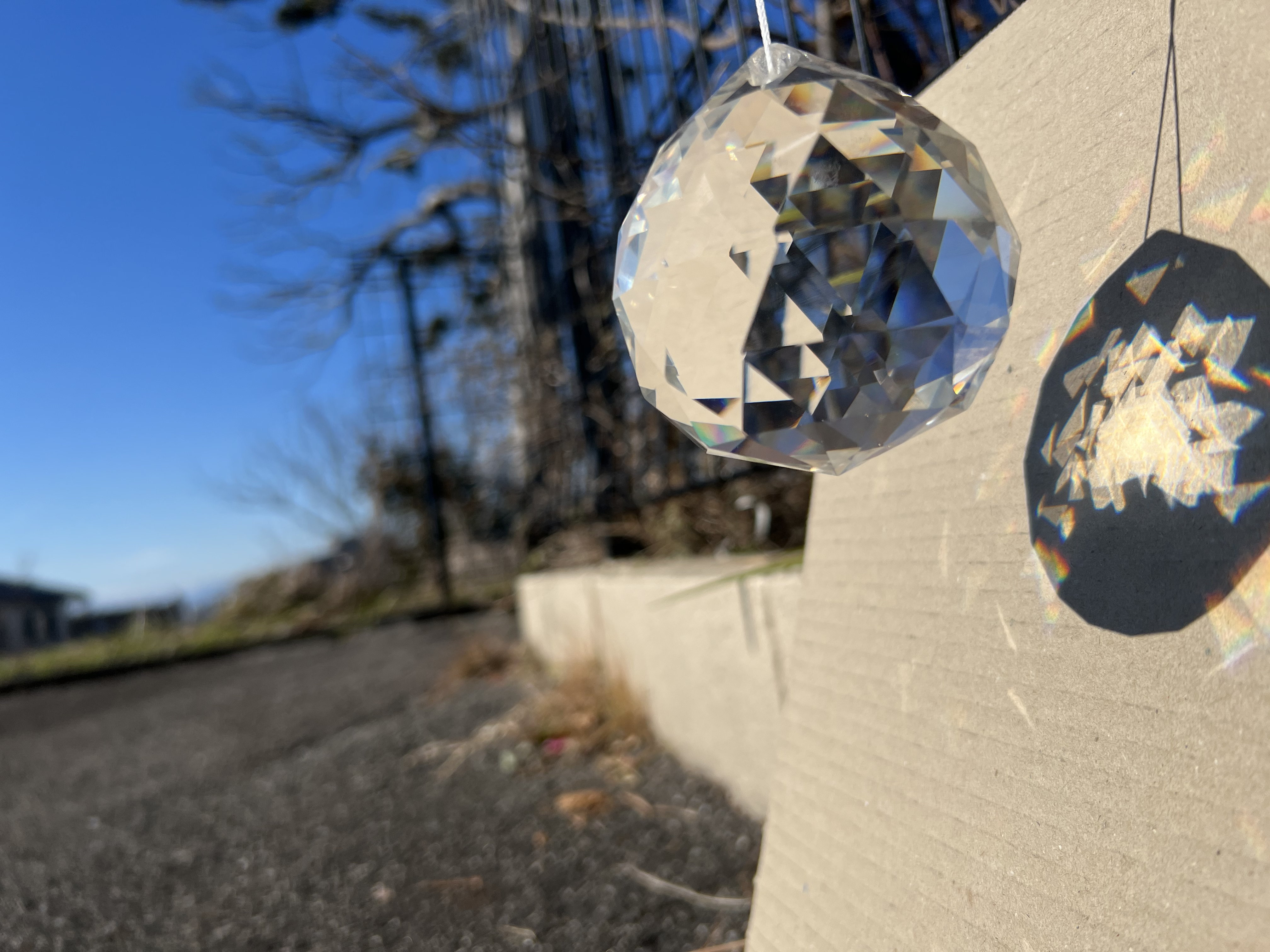
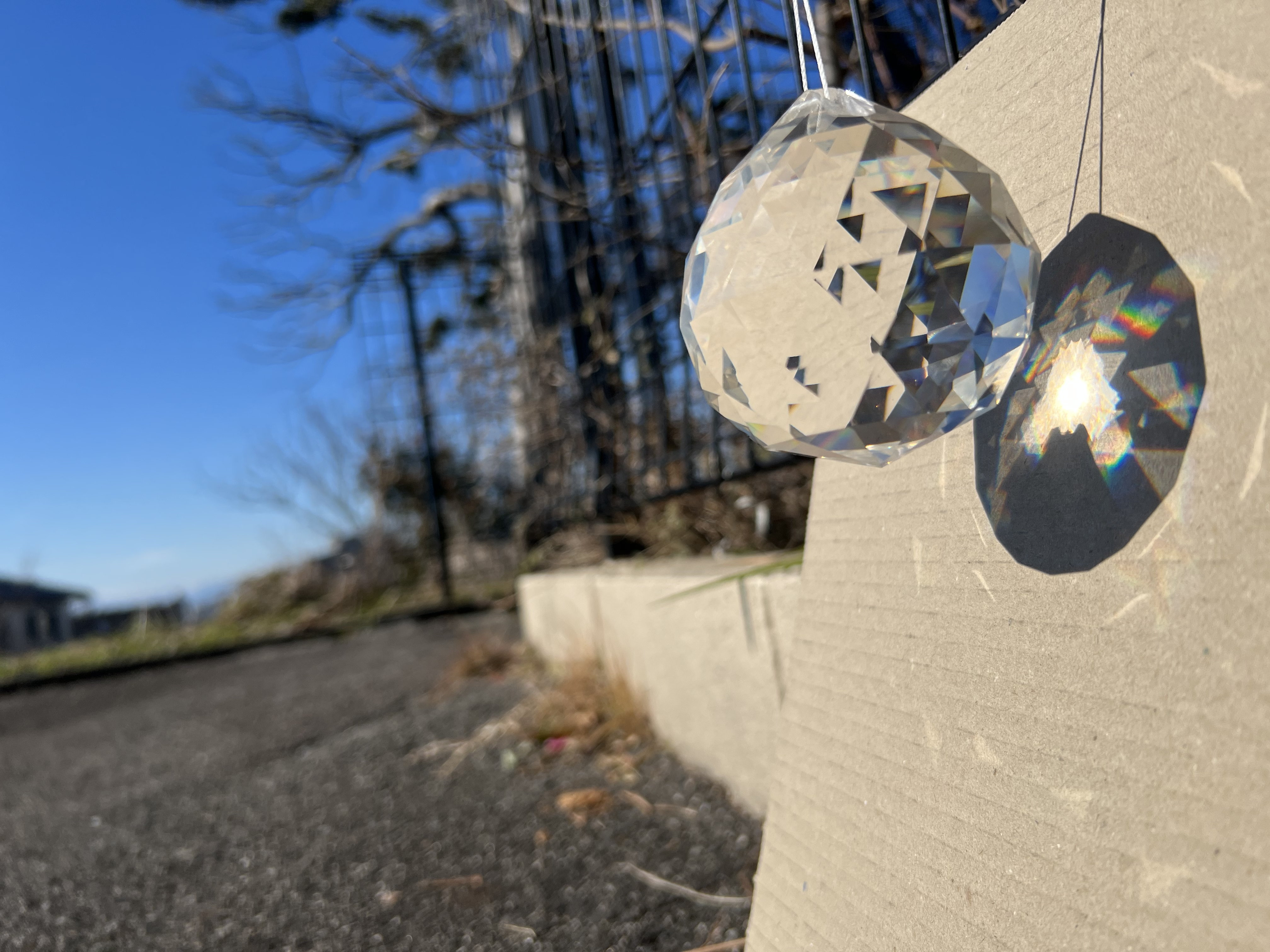
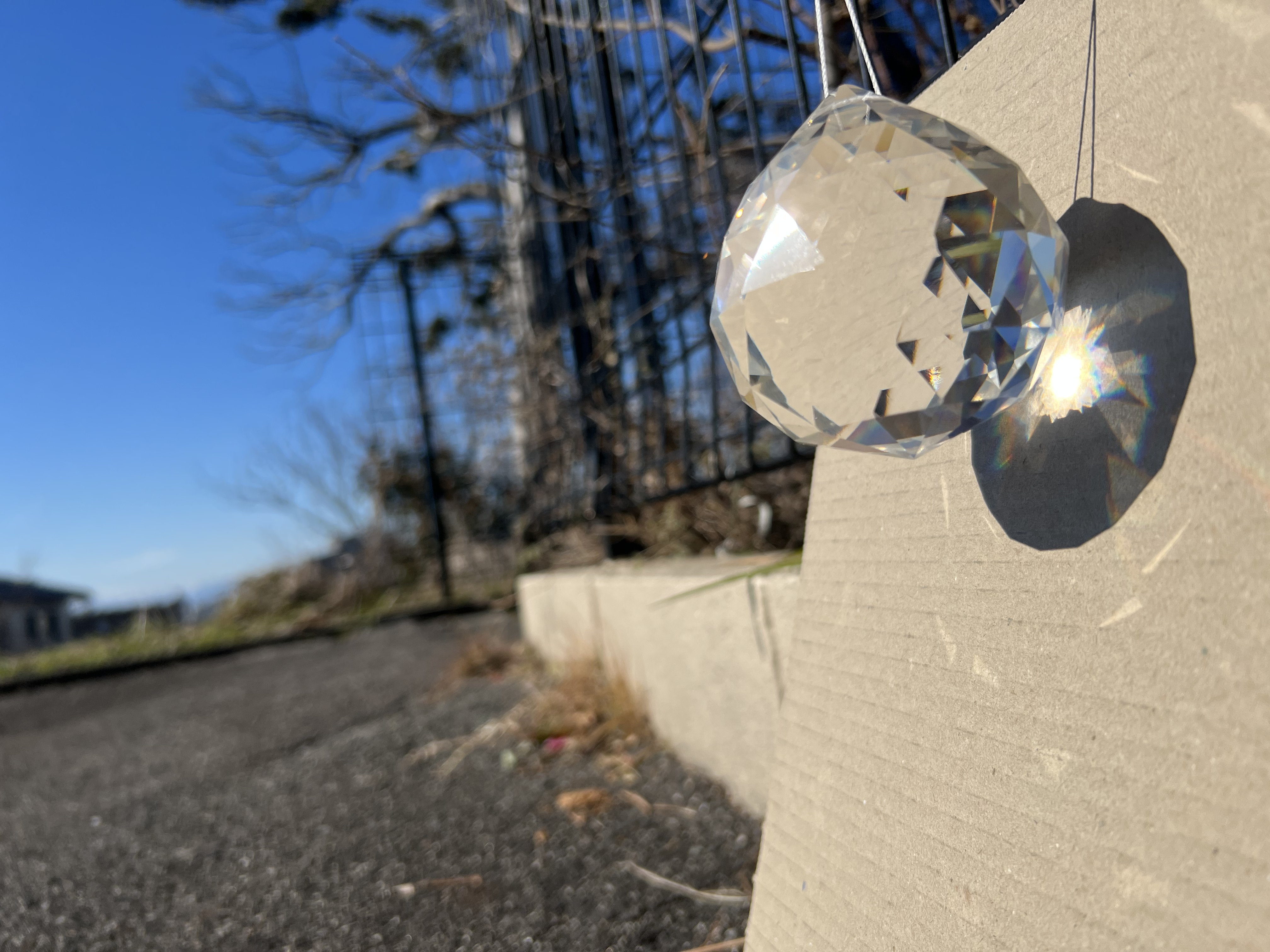
焦点付近では光が収束してくる。